# Louis Becquey
Pour les articles homonymes, voir Becquey.
Louis Becquey (1760 - 1849) est un magistrat, parlementaire et haut fonctionnaire sous la Restauration.
Fervent défenseur de la royauté, il ne rejette pas pour autant les acquis révolutionnaires et napoléoniens dans la construction d’un État rationnel et moderne. Il est partisan d’une monarchie constitutionnelle incarnée par la branche aînée des Bourbon à laquelle il reste fidèle toute sa vie
Son nom est attaché à un système de navigation intérieur (« plan Becquey ») visant à procurer à la France un réseau complet de communication par voie navigable. Les ports maritimes, les phares, les mines sont également l'objet de son action comme directeur général des Ponts & Chaussées et des Mines. Par ses différentes actions novatrices, il participe à la ré-industrialisation du pays.
Retiré de la vie publique et administrative à l’avènement de la monarchie de Juillet, il meurt quasi nonagénaire à son domicile parisien.

## Biographie

### Famille et études
Louis Becquey, fils d’Augustin Alexis Becquey (1725 - 1807), magistrat (lieutenant-criminel au bailliage et siège présidial de Vitry-le-François), et de Marie de Torcy (1726 - 1815), issue d’une famille de magistrats, est né le 24 septembre 1760 à Vitry-le-François.
Il est issu d’une fratrie de sept enfants ;
- Marie Madeleine (1754 - 1755) ;
- Augustin Joseph (17 décembre 1755 à Vitry-le-François - 7 juin 1827 (à 71 ans) à Châlons-sur-Marne), ecclésiastique[8],[9],[note 6] ;
- Marie Madeleine (1757 - 1838), mariée à Joseph de Saint-Genis le 26 juillet 1785 à Vitry-le-François ;
- François (13 avril 1759 à Vitry-le-François - 22 décembre 1834 (à 75 ans) à Châlons-sur-Marne), marié à Marie Perette Turpin le 19 novembre 1792 à Châlons-sur-Marne[10], conseiller de préfecture de la Marne, membre du Corps législatif représentant de la Marne, inspecteur de l’académie de Paris (1809) puis inspecteur de l’université de Paris (1815)[note 7] ;
- Louis (1760 à Vitry-le-François[11] - 2 mai 1849 (à 88 ans) à Paris)[12],[note 8] ;
- Nicolas (1762 - 1764) ;
- Marie Marguerite Mélanie (1763 - 1768).

Louis Becquey après ses études secondaires à Vitry-le-François, vient à Paris étudier le droit.
Il se marie à Eclaron, en 1787, avec Sophie Marguerite Le Blanc (1764 - 1841). Par son mariage, Louis Becquey s’allie à des familles (Halotel et Le Blanc) plus fortunées, de notoriété locale et introduites à Paris auprès de gens de la Cour.

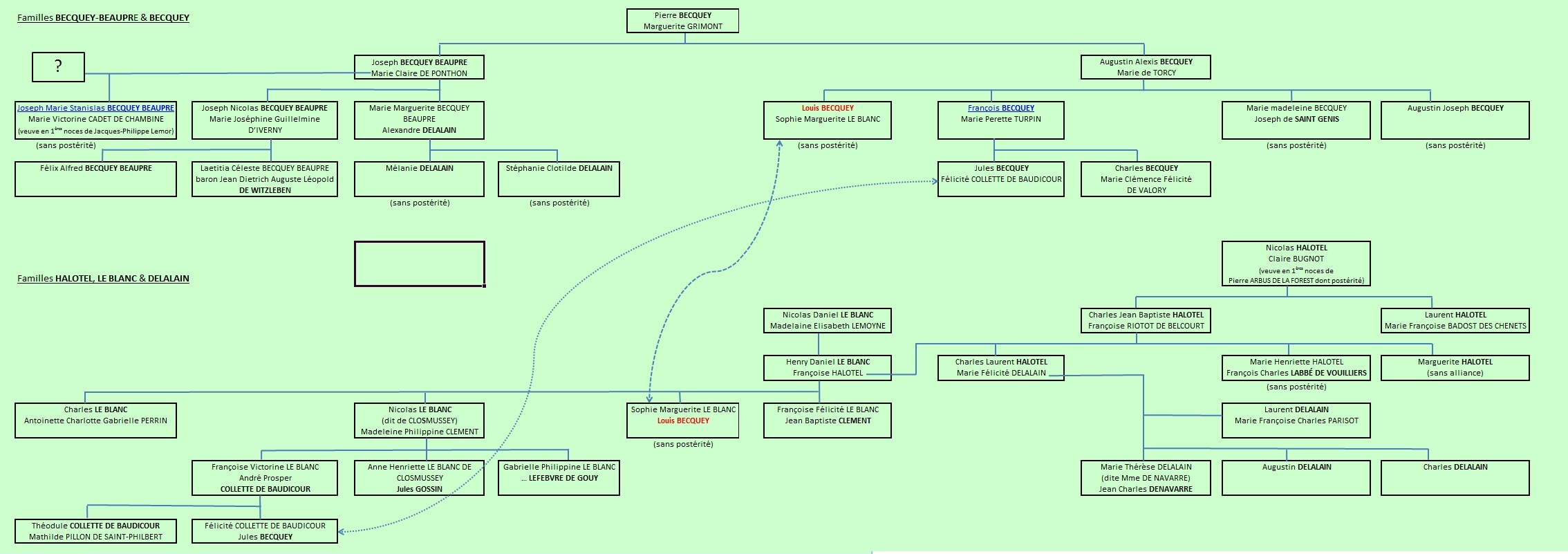
Généalogie simplifiée de la famille Becquey.

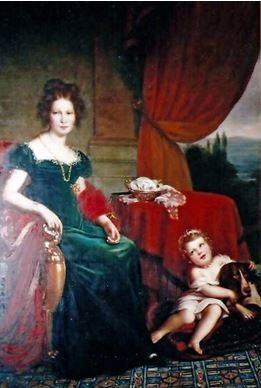
Portrait de Gabrielle Le Blanc de Closmussey.

Le couple n’a pas d’enfant, cependant leur nièce Gabrielle Philippine Le Blanc de Closmussey lui reste très attachée.
Louis Becquey meurt à son domicile parisien le 2 mai 1849. Après une cérémonie religieuse à l'église Saint-Sulpice, il est inhumé au cimetière du Montparnasse à Paris.

### Débuts professionnels
Débutant une carrière dans l’administration fiscale, Becquey est appelé à faire partie de la commission de contrôleur des vingtièmes, exerçant ses fonctions à Confolens, en Poitou, puis à Joinville en Haute-Marne.
Procureur syndic du tiers état de Joinville, Becquey est élu en 1787 député de Joinville à la chambre du tiers état de l'assemblée provinciale de Champagne, qui se réunit, le 4 août 1787, à Châlons-sur-Marne sous la présidence de l'archevêque de Reims.
En 1789, il échoue à représenter l'assemblée provinciale de Champagne aux états généraux à Versailles, en qualité de député du tiers état de Chaumont-en-Bassigny.
Becquey est élu, le 6 juillet 1790, procureur général syndic du directoire de l'administration départementale de la Haute-Marne. Il exerce cette fonction pendant dix-huit mois.

### Parlementaire pendant la Révolution
Aux élections du mois d'août 1791, Becquey est élu député de la Haute-Marne à l’assemblée législative, siégeant parmi les constitutionnels près de Quatremère de Quincy, Beugnot, Dumas, Jaucourt, Ramond. Il est membre du club des Feuillants, groupe politique, de tendance monarchie constitutionnelle. Il fait partie du comité des finances de l’assemblée.
Bien que sa première motion semble indiquer qu'il est un adversaire de la royauté (il demande que les députés ne soient pas tenus de rester debout devant le roi quand il viendrait à l'Assemblée), il est, par la suite, un zélé défenseur du trône.
À l’occasion de l’examen du texte sur le serment civique demandé aux ecclésiastiques, Becquey soutient le principe de la liberté religieuse. Il prend la défense du costume ecclésiastique. Le 3 décembre 1791, il présente un projet de décret visant à diminuer la durée du secret auquel sont soumis les accusés devant la haute cour nationale. Dans l'affaire Varnier, receveur général des finances, que Bazire dénonce à l'Assemblée comme coupable de menées contre-révolutionnaires et d'exciter les émigrés à rentrer en France les armes à la main, Becquey prend la défense de Varnier. Il combat Lamarque contre le séquestre des biens des immigrés. Lors de l'accusation intentée par Brissot contre de Lessart, Becquey figure parmi ceux appelant à la sérénité et demandant d'examiner avec calme les reproches adressés au ministre.
Lors du vote du décret relatif à la déclaration de guerre conte l’Autriche, le 20 avril 1792, Becquey figure au nombre des sept représentants qui votent contre (Théodore de Lameth, Jaucourt, Dumas, Gentil, Baert, Hua et Becquey). Après la Journée du 20 juin 1792, Becquey ne parait plus à la tribune et ne s’exprime pas dans l'Assemblée.
Madame de Navarre (Denavarre), femme de chambre de Madame Elisabeth et parente par alliance de la belle-mère de Louis Becquey, avait présenté ce dernier à Madame Elisabeth et, par elle, au roi et à la reine. Quand les massacres de septembre commencent, Becquey s’enquiert de la situation de madame de Navarre qui a accompagné le couple royal à la prison du Temple puis, lorsqu’elle est transférée à la prison de la Force, conçoit le projet de la délivrer ; il réussit à lui faire recouvrer la liberté ainsi qu’à vingt-quatre autres personnes.
Après la réunion de la Convention, sans mandat parlementaire Becquey reste quelque temps à Paris. Pendant la Terreur, il se retire auprès de sa famille à Eclaron et se tient caché, tantôt à Vitry, tantôt à Saint-Dizier. Il sort de sa retraite après le 9 thermidor.

### Participation au conseil secret de Louis XVIII
Sous le Directoire, Becquey quitte Vitry-le-François pour s'établir à Paris. Il reste en relation avec un grand nombre d'hommes mêlés à la politique du moment dans la mouvance de l’opinion royaliste à laquelle il reste fidèle. Il compte de nombreux amis dans les deux conseils (Conseil des Anciens et Cinq-Cents), au premier rang desquels Royer-Collard, récemment nommé par le département de la Marne membre du Conseil des Cinq-Cents, mais aussi Camille Jordan, Quatremère de Quincy, Mathieu Dumas, Vaublanc.
À la suite du Coup d'État du 18 fructidor, Royer-Collard voit annuler son élection, trois mois après son entrée au Conseil des Cinq cents, et Camille Jordan, condamné à la déportation, se réfugie en Allemagne. Ce dernier propose à Royer-Collard d'établir à Paris un conseil secret royaliste, composé d'un petit nombre d'hommes modérés et prudents qui, n'ayant pas quitté la France et s'étant mêlés aux affaires du gouvernement pendant la Révolution, pourraient donner à Louis XVIII d'utiles avis sur les événements et sur les hommes. Becquey participe à ce conseil secret, avec Royer-Collard, de Quatremère de Quincy, également l'abbé de Montesquiou et le marquis de Clermont-Gallerande,. Le conseil s’est constitué vers le milieu de l'année 1797 et perdure jusqu’à la bataille de Marengo qui permet à Napoléon d'assoir davantage sa position au sein du Triumvirat consulaire en tant que Premier Consul. Le conseil secret ayant cessé d'exister, Becquey, partage son temps entre Paris et une terre qu'il a acquise en Champagne (à Le Meix-Tiercelin), près de celle que Royer-Collard occupe à Sompuis.

### Activités professionnelles sous l’Empire et au début de la Restauration
Dans les premiers temps de l’Empire, Becquey se livre à des opérations de banque. Il fréquente à Paris les salons de madame Halotel (née Delalain, épouse de Charles Laurent Halotel) et de madame de Navarre (Denavarre) (née Delalain, sœur de Mme Halotel) où se rencontrent les membres du parti royaliste ou ceux qui avaient pris part à la fondation de l’Empire, dont Beugnot.
Bien qu’il ait refusé jusque-là de servir l’Empire déclinant tout mandat politique, il accepte, en 1810, la fonction de conseiller ordinaire de l’Université de France présidée par Fontanes.

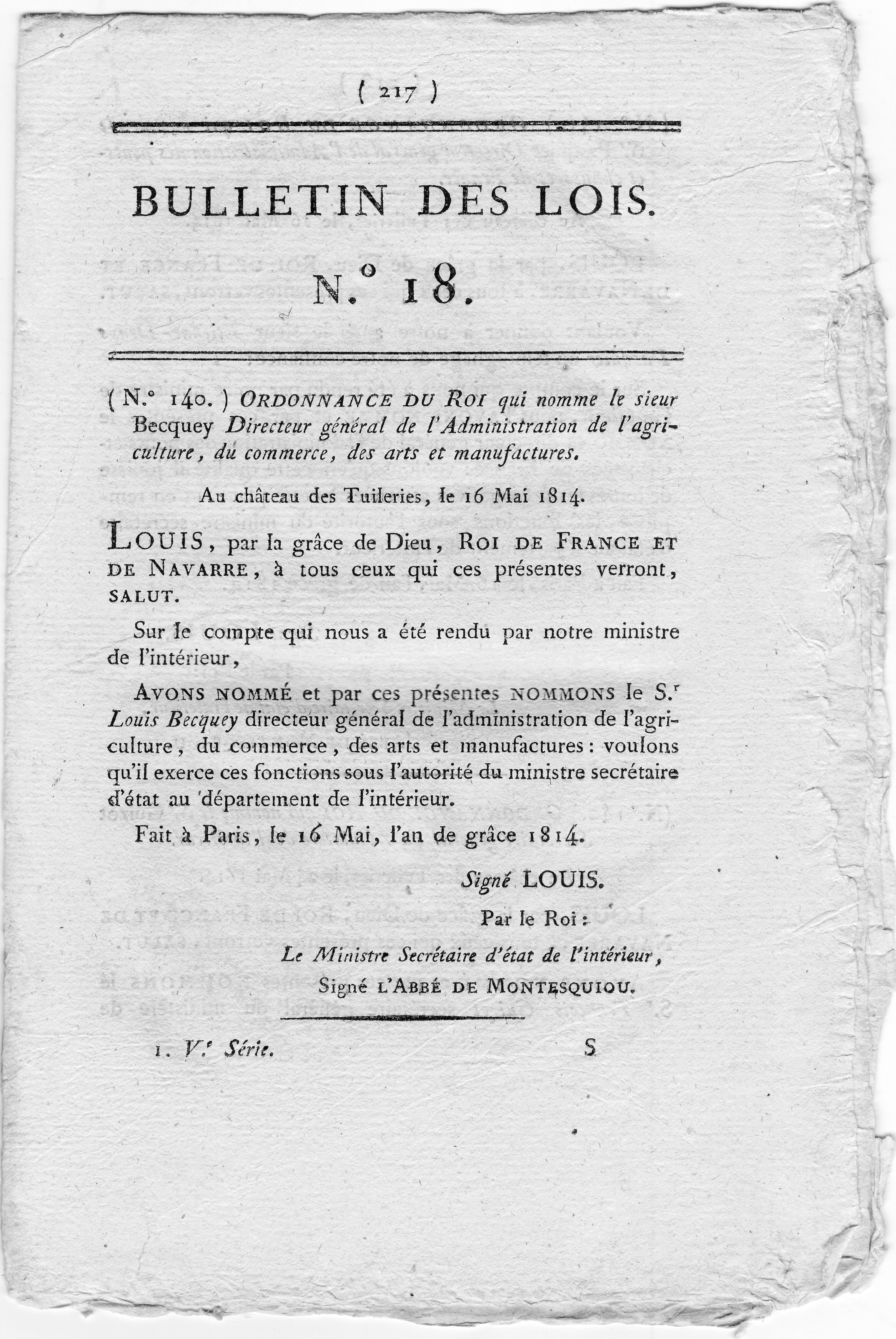
Ordonnance du 16 mai 1814.

À la première Restauration, Becquey est nommé, le 16 mai 1814, directeur général de l'agriculture, du commerce, des arts et des manufactures,. Des ordonnances rendues le même jour l’anoblit et le nomme successivement, conseiller d'État en service extraordinaire et chevalier de la Légion d'honneur. Avec le soutien du baron Louis et les conseils du banquier André, il s’attaque au démantèlement du blocus continental institué par Napoléon.
À la tête de son administration, Becquey ménage à la fois la liberté commerciale et le recours au protectionnisme. Favorable au libéralisme, il admet toutefois que des restrictions soient opposées aux importations.
Il vient plusieurs fois à la tribune de la Chambre pour défendre des textes au nom du gouvernement, notamment sur l'exportation des laines et des grains (lois des 27 novembre et 8 décembre 1814), sur le droit d’entrée des fers (loi du 27 décembre 1814), le rétablissement de la franchise du port de Marseille (loi du 19 décembre 1814).
Lors des Cent-Jours, Becquey se retire en Champagne, laissant passer les événements. Au retour de Louis XVIII après les Cents Jours, Becquey est nommé à la commission spéciale chargée d’examiner la situation des fonctionnaires écartés et indemnisés par le Roi en 1814 mais qui ont rallié Napoléon durant le court épisode de 1815.
La direction générale des manufactures et du commerce étant supprimée à la fin de l'année 1815, Becquey est nommé conseiller d'État en service ordinaire et vice-président du comité de l'intérieur au Conseil d’État. Ses fonctions ultérieures ne lui permettant pas de rester dans le service ordinaire du conseil d'État, il passe dans le service extraordinaire où il demeurera jusqu'au terme de sa vie administrative.
Lorsque Lainé est nommé ministre de l’intérieur, Becquey est appelé, le 8 mai 1816, auprès de lui en qualité de sous-secrétaire d'État,. Dans le cadre de ses nouvelles fonctions, Becquey doit faire face à une crise frumentaire en 1816-1817 consécutive à la mauvaise récolte de blé à l’été 1816 qui est résolue par des mesures favorisant la circulation et le commerce des grains, facilitant des achats massifs de blé en provenance de l’étranger (Hollande, Italie, États-Unis, Crimée), et octroyant des secours aux populations les plus démunies. L’assistance publique entrant dans le champ d’attribution du ministère de l’intérieur, c’est dans le cadre de ses fonctions que Louis Becquey est amené à nommer Laennec médecin à l’hôpital Necker. De même, l’administration des mines relevant du ministère de l’intérieur, Becquey ne rechigne pas à envoyer des agents de son administration en mission d’espionnage en Angleterre, telle celle confiée en 1816 au capitaine d’artillerie Pierre Arnaud, précédemment affecté à la manufacture d’armes de Saint-Étienne, pour ramener les secrets de fabrication de l’acier.

### Parlementaire sous la Restauration
Lors de la Seconde Restauration, Becquey est élu à la Chambre des députés le 22 août 1815 par le collège électoral du département de la Haute-Marne après avoir été nommé candidat, selon la loi électorale du temps, par le collège d'arrondissement de Wassy. Il est de la minorité, droite modérée (royalistes constitutionnels), de la Chambre « introuvable » avec Lainé, de Serre, Royer-Collard, Colomb, Siméon, et s'inscrit fréquemment contre des propositions inspirées au gouvernement par les ultraroyalistes. À l'ouverture de la session, en octobre 1815, les royalistes constitutionnels prennent l'habitude de se réunir chez Becquey et chez Roy afin d'assurer une certaine discipline de vote.
À nouveau élu en 1816 au titre des candidats officiels, Becquey reste fidèle à ses convictions depuis son entrée dans la vie publique, à savoir l'éloignement de tout ce qui pourrait conduire aux excès de la Révolution et sa fidélité à la liberté constitutionnelle placée sous la tutelle de la monarchie légitime. C’est un défenseur de la monarchie constitutionnelle, favorable à la branchée aînée des Bourbon (Louis XVIII, Charles X). Durant toute cette période, Becquey est associé au groupe des doctrinaires,.
Il est réélu en 1820 et continue de siéger au centre. La réforme de la loi électorale en 1820, intervenue dans le contexte politique de l’assassinat du duc de Berry, éloigne Becquey des doctrinaires partisans d’un mode de scrutin plus démocratique. Favorable au nouveau système électoral, Becquey donne son suffrage aux lois d'exception et intervient contre l'admission du député Grégoire. Il participe à la discussion des lois sur les douanes, des lois de finances, et du budget.
Après ces derniers débats, Becquey s’éloigne des joutes politiques au parlement pour se consacrer à l'administration des Ponts & Chaussées et des Mines. Jusqu'à la fin de la Restauration, Becquey, réélu en 1824 et 1827, suit une politique royaliste et rejoint, au fil du temps, les rangs de la droite conservatrice. Il se prononce pour la résistance aux progrès des idées libérales, vote contre l'adresse des 221 puis, réélu en juillet 1830, continue, quelque temps après la révolution, à siéger parmi les députés légitimistes.

Malgré ses sentiments légitimistes, il prête le serment exigé par la loi du 31 août 1830 mais ne prend plus part aux débats parlementaires.

« Tout le monde connaît mon fidèle dévouement à la légitimité. Je fais donc en ce moment le plus grand sacrifice que je puisse faire aux intérêts et au repos de mon pays. Je le jure. »

— Tableau des pairs et des députés qui ont refusé de prêter serment au roi Louis-Philippe Ier… auquel on a joint la liste des pairs et des députés qui ont prêté serment, mais qui l’ont motivé…, Paris, chez les marchands de nouveautés, 1830, page 25.

Abandonnant ses fonctions administratives en mai 1830 à la suite de la suppression de la direction générale des Ponts & Chaussées et des Mines contestée, Becquey fait valoir ses droits à la retraite et est nommé, en compensation, ministre d’État et membre du conseil privé du roi Charles X,. Il ne se représente pas aux élections de juillet 1831 organisées à la suite du vote de la loi électorale du 19 avril 1831.

« Il plaçait, selon ses doctrines, le roi avant la Charte. »

— A. Beugnot. Vie de Becquey, ministre d'État et directeur général des Ponts et Chaussées et des Mines sous la Restauration.
Il est remplacé par Bérard à la tête des Ponts & Chaussées et des Mines, après un court intermède de Baude.
Aussi longue que fut la vie politique et administrative de Becquey, elle ne fait toutefois pas exception au regard de celle de certains de ses contemporains hauts fonctionnaires qui réussirent à la prolonger sous la monarchie de Juillet, comme Beugnot, qui partagea ses premiers pas en politique avant la Révolution, Bérenger, Saint-Cricq ou  de Jessaint préfet de la Marne sans interruption de 1800 à 1838.
À la fin de sa vie, Becquey et Royer-Collard renouent leur ancienne amitié distendue depuis les années 1820, réconciliant le pragmatique et l’idéaliste.

### Directeur général des Ponts & Chaussées et des Mines
Molé, directeur général des Ponts & Chaussées étant appelé au ministère de la marine et la fonction de sous-secrétaire d’État auprès du ministre de l’intérieur étant supprimée, Lainé, ministre de l’intérieur, nomme Becquey directeur général des Ponts & Chaussée et des Mines, le 17 septembre 1817, direction relevant du ministère de l’intérieur.
Malgré l’avènement des ultraroyalistes au gouvernement (Richelieu, puis Villèle), et l’épuration politique du personnel administratif qui l’accompagne, Becquey est maintenu à son poste pendant toute la Restauration. Il doit sa longévité administrative à sa bienveillance envers le nouveau pouvoir réactionnaire et à ses anciennes fréquentations du club de Clichy où il croisait Corbière, ministre de l’intérieur (de 1821 à 1828) dont relève l’administration des Ponts & Chaussées et des Mines.

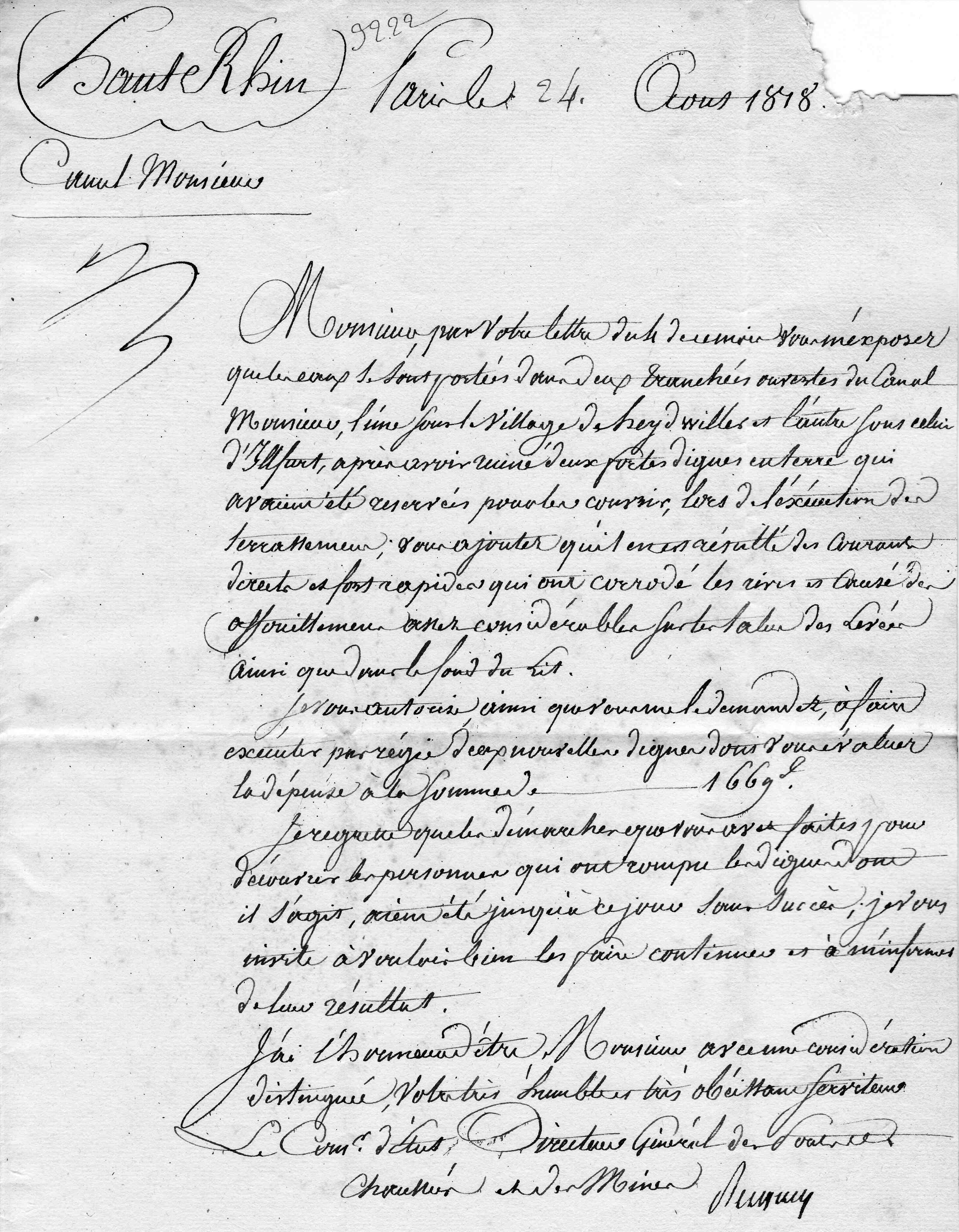
Lettre de Louis Becquey du 24 août 1818 à l'ingénieur Liard, directeur du canal Monsieur.

Son départ de la direction générale des Ponts & Chaussées et des Mines, le 19 mai 1830, coïncide avec la création d'un ministère des Travaux publics, confié à Capelle réunissant la direction générale des Ponts & Chaussées et des Mines, supprimée, les directions des rivières et cours d'eau non navigables, des dessèchements, des bâtiments civils, des travaux d'embellissement des villes et tous autres travaux relatifs aux diverses parties de la voie publique.
L’action de Becquey à la direction générale des Ponts & Chaussées et des Mines traduit le positionnement politique des doctrinaires soucieux de compromis et de conciliation, davantage que de réforme profonde ou de remise en cause brutale des institutions existantes. Lecteur de Turgot, Necker et d’Adam Smith, comme ses travaux au comité des finances de l’Assemblée législative, il s’agit pour lui de trouver un juste milieu entre un fonctionnement de l’administration hérité de l’époque impériale et les exhortations croissantes de certains libéraux à confier le développement du pays à l’initiative privée, notamment en matière de transport.
Pour autant Becquey ne répugne pas aux techniques nouvelles et n’hésite pas à faire appel à l’initiative privée. Outre le lancement d’un vaste programme de voies navigables (« plan Becquey » en 1820), il s’attache à améliorer et compléter le réseau routier après en avoir établi un état des lieux (Statistique des routes royales de France en 1824). Il concède la construction de ponts en remplacement de bacs et gués sur les rivières et fleuves qui ralentissent la circulation des biens et marchandises. À cet égard, il n’hésite à faire appel à la nouvelle technique des ponts suspendus en câbles de fils de fer (au lieu de chaînes), ni à faire appel à l’initiative privée pour leur construction (les frères Seguin ou l’association Bayard de la Vingtrie - Verges). C’est sous son égide que sont concédées les premières lignes de chemin de fer en France (Saint-Étienne à la Loire (Andrézieux) en 1823 par Beaunier associé au financier Milleret et au marchand de fer Boigues, Saint-Étienne à Lyon en 1826 par les frères Seguin entrepreneurs, d’Andrézieux à Roanne en 1828 par Mellet et Henry ingénieurs, et Épinac au canal de Bourgogne en 1830 par Jacob-Samuel Blum maître de forges). À l’aide de financements privés, il lance des grands travaux dans les ports du Havre et de Dunkerque. Il améliore l’équipement en phares des côtes et des ports en faisant appel aux nouvelles lentilles de Fresnel. Son action concernant l’industrie est également multiple. Il a intensifié la connaissance minéralogique du sous-sol en confiant une mission de cartographie géologique à Brochant de Villiers auquel il a adjoint Dufrénoy et Elie de Beaumont dont la carte parait en 1841. Il favorise l’exploitation des mines, notamment la houille. À cet égard, il a le souci de mettre en ordre les droits de propriété, en particulier dans le bassin houiller de la Loire pour lequel il fait appel à Beaunier. Il concède l’exploitation de la mine de sel gemme de Vic-sur-Seille dont un des puits porte le nom de Becquey,. Pour la formation des cadres techniques des exploitations de mines, il soutient l’initiative de Beaunier de créer l’école des mineurs de Saint-Étienne. Sous son administration, les procédés anglais d’utilisation du coke, en remplacement du charbon de bois, et de l’air chaud (puddlage) dans production de fer et son affinage sont introduits en France.
Pour parfaire les connaissances des ingénieurs et fonder l’action de l’administration des Ponts & Chaussées et des Mines sur des renseignements avérés recueillis sur place, Becquey leur confie des missions d’étude en Angleterre ; de Gallois sur les mines et usines à fer dont une partie de son rapport est consacrée au chemin de fer (Des chemins de fer en Angleterre, notamment à Newcastle dans le Northumberland [1818]), Dutens sur les voies navigables (Mémoires sur les travaux publics de l’Angleterre, suivis d’un mémoire sur l’esprit d’association et sur les différents modes de concession [1819]), Navier sur les routes (Considérations sur les travaux des routes en Angleterre - procédés de M. Mac Adam [1822]) et les ponts suspendus (Rapport à M. Becquey, conseiller d’État et directeur général des ponts et chaussées, et mémoire sur les ponts suspendus [1823]), Polonceau pour « ...étudier l'application su système de barrages mobiles établis sur la Tamise supérieure à l'amélioration de la navigation de la Seine... [1823] », Brochant de Villiers accompagné de Dufrénoy et Elie de Beaumont (6 mois en 1823) en préalable à la réalisation d’une carte géologique générale de la France tout en ne négligeant pas de visiter les usines métallurgiques (Voyage métallurgique en Angleterre… [1827]).
D’autres ingénieurs font également le voyage en Angleterre, tels Dupin, ingénieur du génie maritime, (Mémoires sur la marine et les ponts et chaussées de France et d’Angleterre [1818]), Cordier (Histoire de la navigation intérieure, et particulièrement de celle de l’Angleterre et de la France… [1819] qui comprend une traduction de l’ouvrage anglais de John Phillips sur la navigation intérieure en Angleterre ainsi que celle du rapport fait par A. Gallatin au sénat des États-Unis sur les routes et les canaux de l’Union – Essais sur la construction des routes, ponts suspendus, des barrages… [1823]) ou Girard (sur la fabrication et la distribution du gaz pour l’éclairage de ville [1819]). À l’inverse, des entrepreneurs étrangers s’installent en France, notamment anglais diffusant leur expérience technique.

## Opinion de ses contemporains
Sur l’apparence physique de Louis Becquey : 

« M. Becquey est petit et mince ; il est chauve et poudré ; sa figure est éveillée ; sa toilette est simple et même négligée ; sa voix perçante et rude. »

— Henri de Latouche, Pierre-Nicolas Bert, Émile Deschamps, Louis François L'Héritier, Biographie pittoresque des députés - portraits, mœurs et costumes, Paris, Delaunay–Béchet, 1820, page 13 - ouvrage satirique.

Sur son activité professionnelle et politique : 

« Ce n'était pas, je le répète, un talent de tribune, un homme à  grande pensée, mais il était administrateur intègre et d'un caractère d'ordre. On récompensa en lui [nomination en qualité de sous-secrétaire d’État à l'Intérieur] les efforts qu'il avait prêtés durant la session aux idées modérées et à  la direction ministérielle. »

— Jean-Baptiste Capefigue, Histoire de la Restauration et des causes qui ont amené la chute de la branche aînée des Bourbons, Deuxième édition, Tome troisième, Paris, Duféy et Vézard, 1832, page 195.

«  Cet administrateur éclairé, toujours occupé de provoquer les recherches, les entreprises nouvelles et les divers genres de perfectionnement dans les deux parties importantes du service public qui lui ont été confiées [Ponts & Chaussées et Mines] »

— avertissement à l’ouvrage de MM. Dufrénoy et Elie de Beaumont, Voyage métallurgique en Angleterre…, Paris, Bachelier 1827, page V.

« Je connais peu d’homme de second ordre plus recommandable par leurs qualités publiques et privées. C’est un homme de bien dans toutes les acceptions du terme ; ce n’est pas un homme d’exécution. (…)C’est qu’il y avait chez lui que la moitié du talent d’un homme d’État et d’un administrateur. Cette moitié est heureusement la plus honorable de son caractère et lui a valu une estime générale bien méritée. »

— Mémoires du baron d'Haussez, dernier ministre de la marine sous la Restauration, publiés par son arrière-petite-fille la duchesse d'Almazan - Introduction et notes par le comte de Circourt et le comte de Puymaigre, Tome 1, Paris, Calmann Lévy éditeur, 1896-1897, pp. 196-197.

« La coupable négligence du directeur des ponts-et-chaussées de cette époque [dans la l’impréparation des projets de canaux du plan de navigation intérieure, ou « plan Becquey »], bien quelle ne nous fasse pas oublier les services qu’a rendus d’ailleurs cet administrateur, homme bon, honorable, mais qui, pour s’être fait l’instrument trop docile, trop empressé, des désirs d’un ministre, a fait peser de si injustes reproches sur le corps [des ingénieurs des ponts-et-chaussées] qu’il dirigeait. »

— Lamé, Clapeyron, Stéphane et Eugène Flachat, Vues politiques et pratiques sur les travaux publics de France, Paris, imprimerie d’Éverat, septembre 1832, pp. 61-62.

Ou encore : 

« Sous le rapport des discours politiques, il y a beaucoup du royaliste dans Becquey ; sous le rapport administratif, il y a en lui du buonapartiste. »

— Massey de Tyronne, Biographie des députés de la Chambre Septennale de 1824 à 1830, Paris, Jean-Gabriel Dentu imprimeur-libraire, 1826 (notice « Becquey », page 43).

## Souvenir
La numismatique garde le souvenir de Louis Becquey au travers de médailles commémoratives :
- Pose de la première pierre du pont de Libourne (1820)[53] ;
- Fermeture de la dernière arche du pont de Bordeaux (août 1821)[54] ;
- Ouverture des écluses de chasse à Dunkerque (juin 1821)[55] ;
- Pose de la première pierre du pont Marie-Thérèse (ou pont Napoléon de nos jours) (1824)[56] ;
- Pose de la première pierre du pont du duc de Bordeaux (1825)[57] ;
- Ouverture du canal Marie-Thérèse (ex canal de Saint-Maur) (octobre 1825)[58] ;
- Pose de la première pierre du pont de La Roche de Glun (1825)[59].

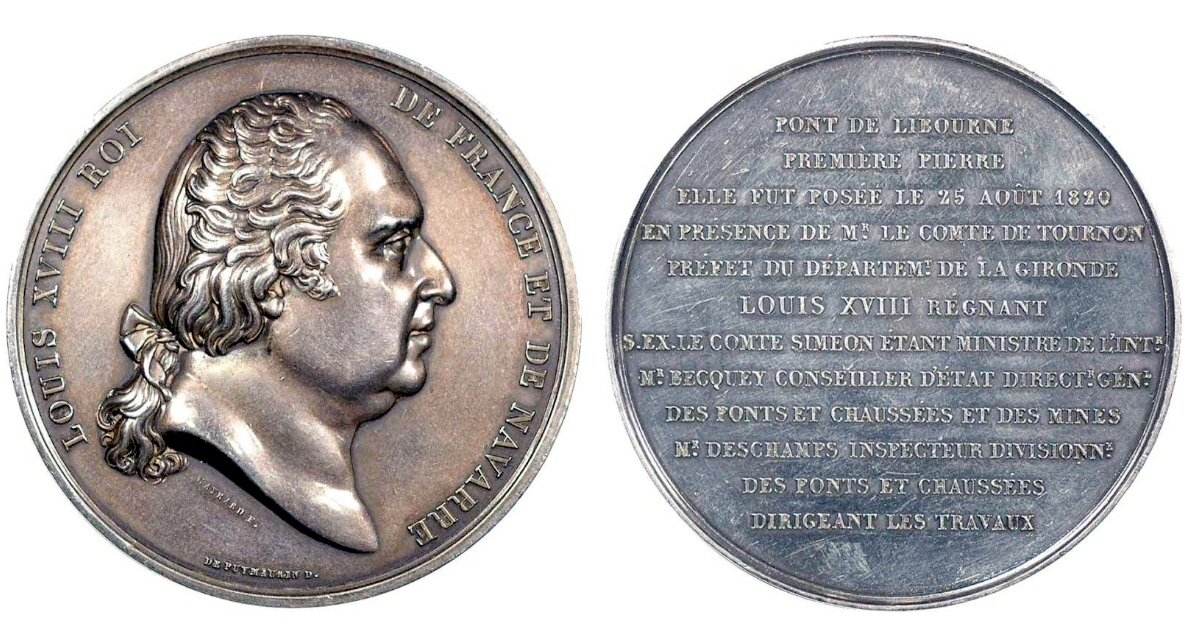
Médaille Pont de Libourne
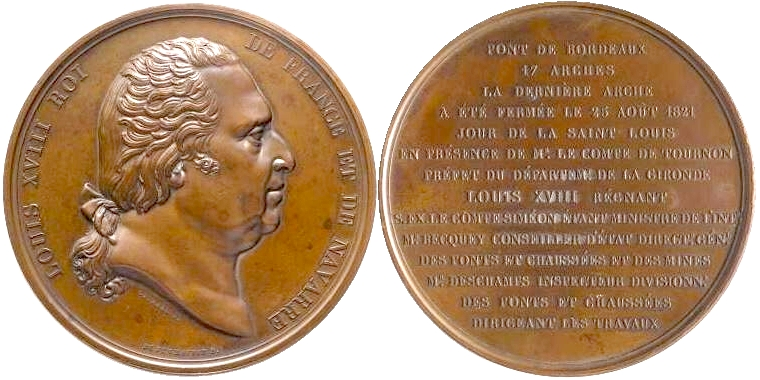
Médaille Pont de Bordeaux
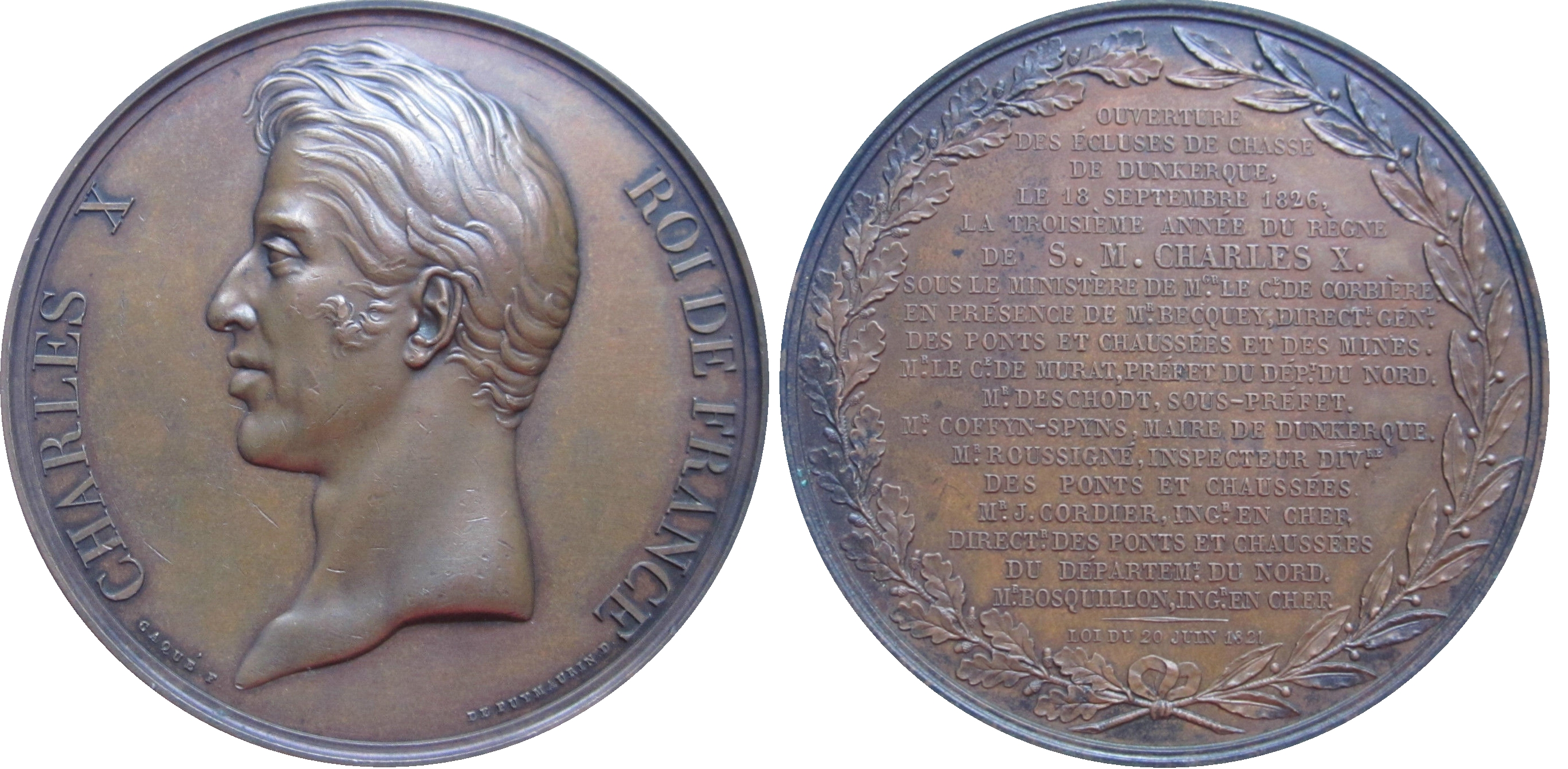
Médaille écluses de chasse à Dunkerque
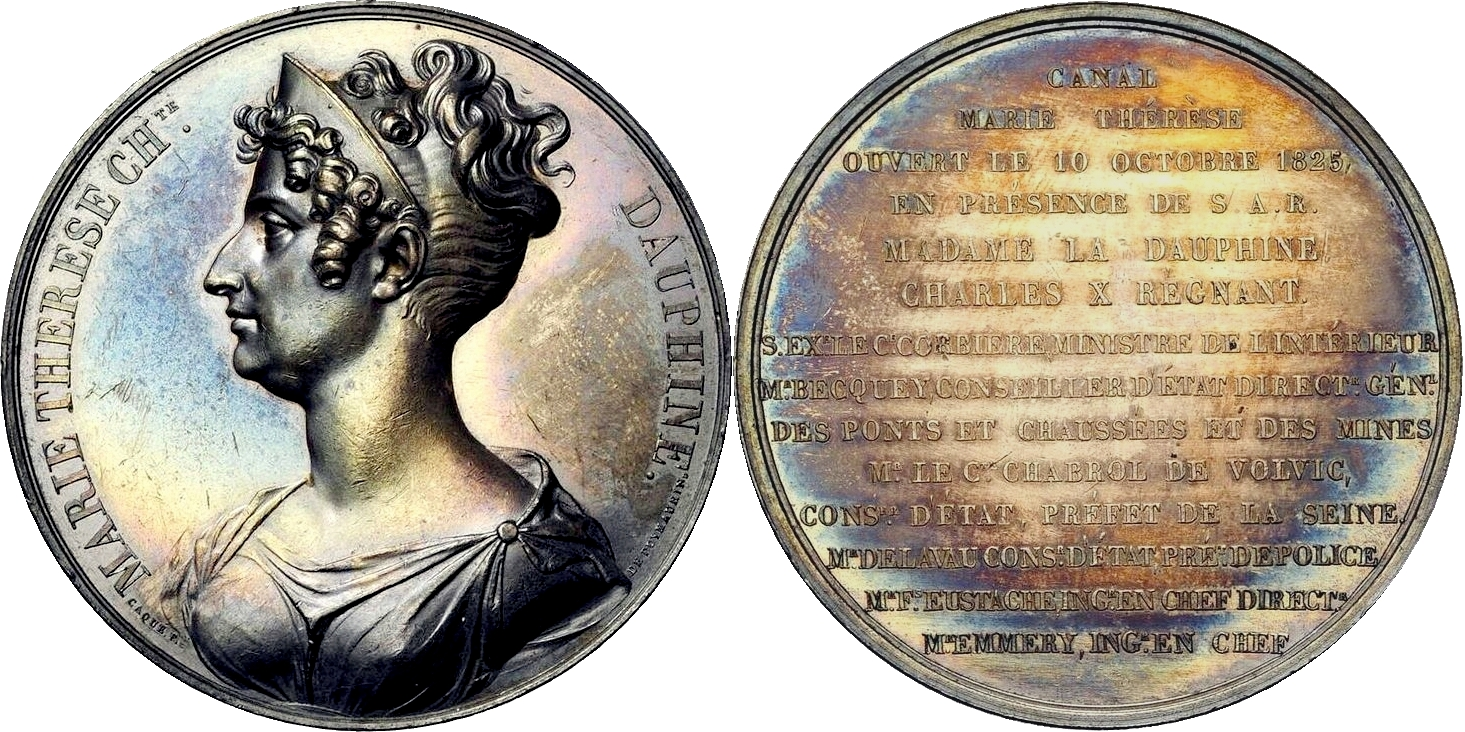
Médaille canal Marie-Therese
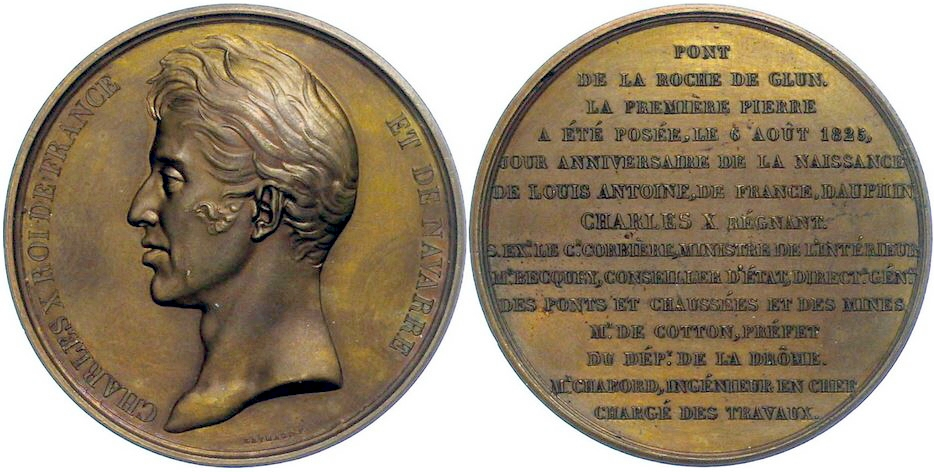
Médaille Pont de La Roche de Glun

Pour l'anecdote, il existe à Paris XIXe, quai de la Marne, un bistrot-restaurant "Maison Becquey" « Tirant son nom du gabarit des célèbres péniches parisiennes » (sic).